# Phryxe concessa
Phryxe concessa là một loài ruồi trong họ Tachinidae.